# Gold Hill (Oregon)
Gold Hill è una città degli Stati Uniti d'America situata nell'Oregon, nella Contea di Jackson.